# Sajat-Nowa

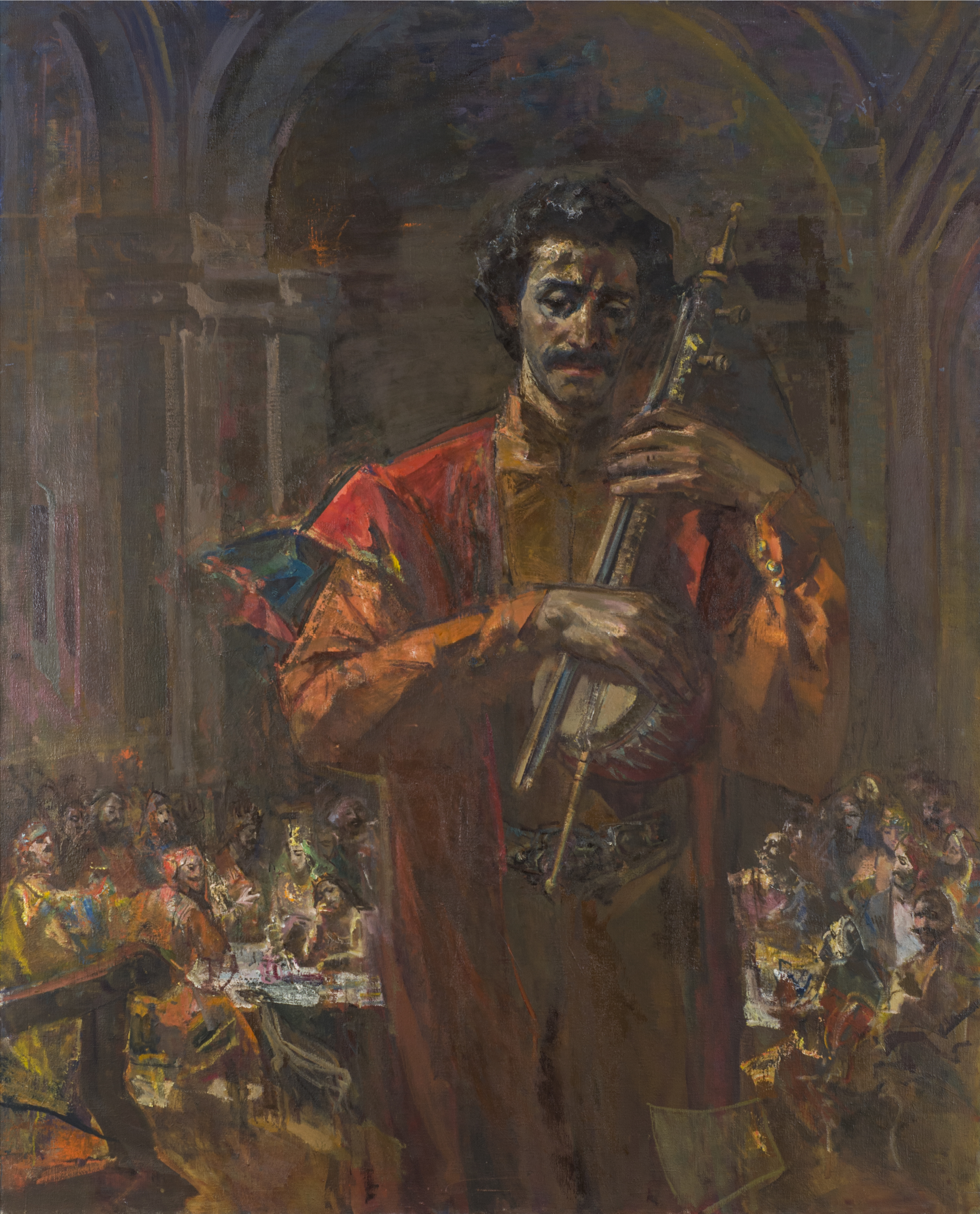
Portret poety

Sajat-Nowa, właśc. Harutiun Sajatian (ur. 14 czerwca 1712 w Tyflisie, zm. 22 września 1795) – ormiański poeta i aszyk urodzony w Gruzji. Tworzył po ormiańsku, gruzińsku i persku, jednak większość swych dzieł spisał w języku gruzińskim. Dziś jest hołubiony zarówno przez Ormian, jak i Gruzinów.
W Polsce z twórczością Sajat-Nowy można było zapoznać się dzięki „Antologii poezji gruzińskiej”.
W Armenii Sajat-Nowa jest uważany za wielkiego poetę, który wniósł znaczący wkład w ormiańską poezję i muzykę swojego stulecia. Chociaż całe życie żył w głęboko religijnym społeczeństwie, jego prace są w większości świeckie i pełne romantycznego ekspresjonizmu.
Przypisano mu około 220 piosenek, chociaż mógł napisać tysiące innych. Sajat-Nowa napisał także kilka wierszy.

## Życiorys

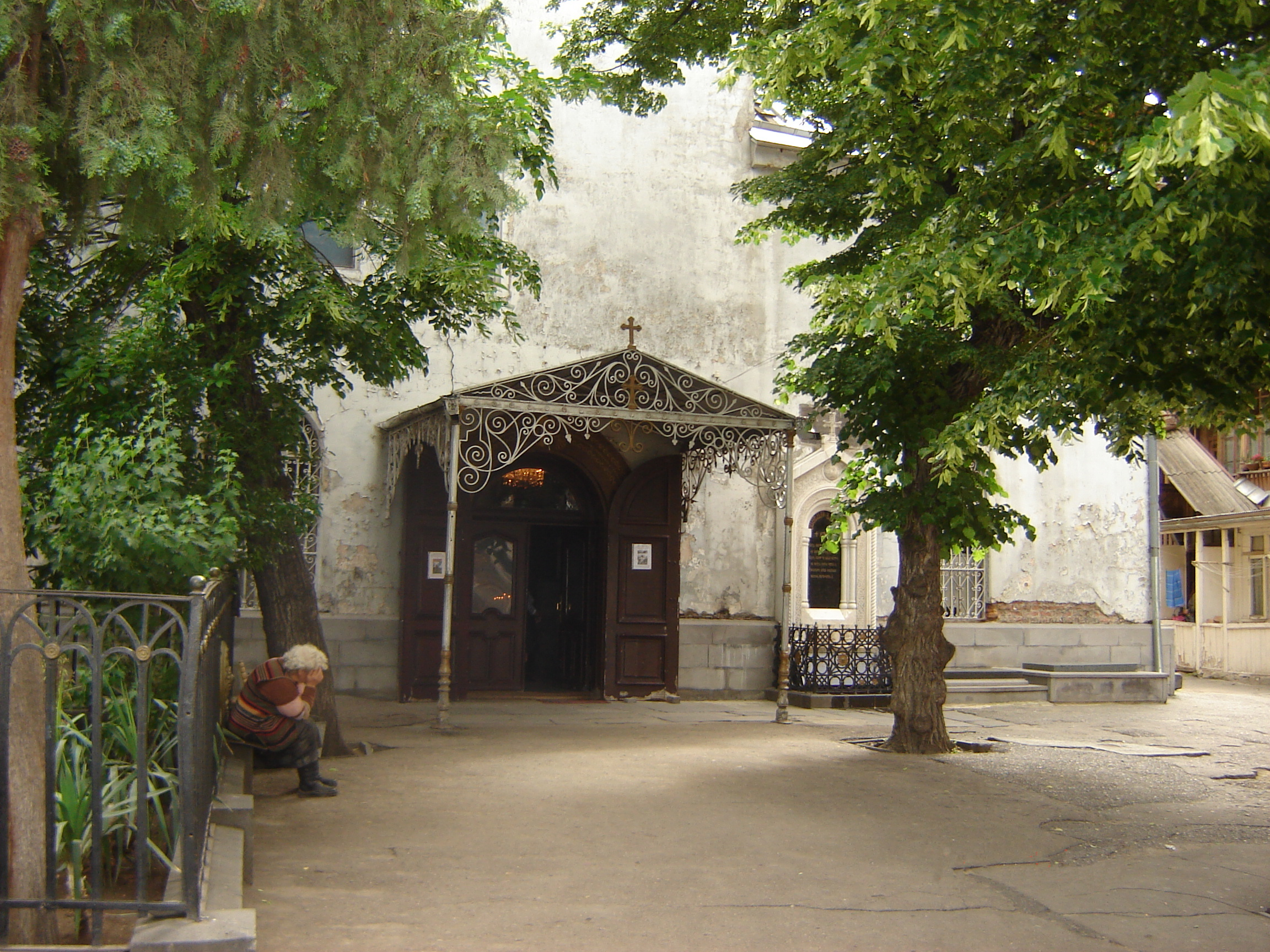
Grób Sajat-Nowy w katedrze św. Jerzego w Tbilisi

Jego matka Sara urodziła się w Tyflisie, a jego ojciec, Karapet, w Aleppo lub Adanie. Sam Sajatian urodził się w Tyflisie. Sajat-Nowa był biegły w pisaniu poezji, śpiewaniu i grze na kemancze, czogurze i tamburze. Stracił pozycję na dworze królewskim, gdy zakochał się w siostrze króla, Annie i resztę życia spędził jako wędrowny poeta.
W 1759 przyjął święcenia kapłańskie w Ormiańskim Kościele Apostolskim. Jego żona Marmar zmarła w 1768 r., pozostawiając czwórkę dzieci. Służył w miejscach, w tym w Tyflisie i klasztorze Hachpat. W 1795 roku został zabity we wspomnianym klasztorze przez najeźdźców armii szacha perskiego Aghy Mohammada Chana Kadżara, który zażądał, aby Sajat-Nowa przeszedł z chrześcijaństwa na islam, czego odmówił, uznając to za równoznaczne z „nawróceniem się na Turka” i deklarując, że jego wyznanie to niezaprzeczalnie chrześcijaństwo, przez co został natychmiast stracony przez ścięcie. Został pochowany w ormiańskiej katedrze św. Jerzego w Tyflisie (obecnie Tbilisi).

## Pseudonim
Pseudonim Sajat-Nowa doczekał się kilku interpretacji. Jedna wersja brzmi imię jako „Pan Pieśni” (z arab. sayyid i pers. nava) lub „Król Pieśni”. Inni czytają imię jako wnuk (pers. neve) Sayada lub łowca (pers. sayyad) piosenki. Charles Dowsett uważał, że wszystkie te wyprowadzenia są mało prawdopodobne i zamiast tego proponuje odczytanie „Nowy Czas” (z arabskiego sa'at i rosyjskiego nowa).

## Obecność w popkulturze
- Barwy granatu – film z 1969 roku, wyreżyserowany przez Siergieja Paradżanowa, podąża ścieżką poety od czasów, gdy w dzieciństwie farbował wełnę, do roli dworzanina i wreszcie życia mnicha. Nie jest to biografia Sajat-Nowy, lecz seria żywych obrazów ormiańskich strojów, haftów i obrzędów religijnych przedstawiających sceny i wersety z życia poety[12].